# Bipinnula montana
Bipinnula montana là một loài thực vật có hoa trong họ Lan. Loài này được Arechav. mô tả khoa học đầu tiên năm 1899.

## Hình ảnh

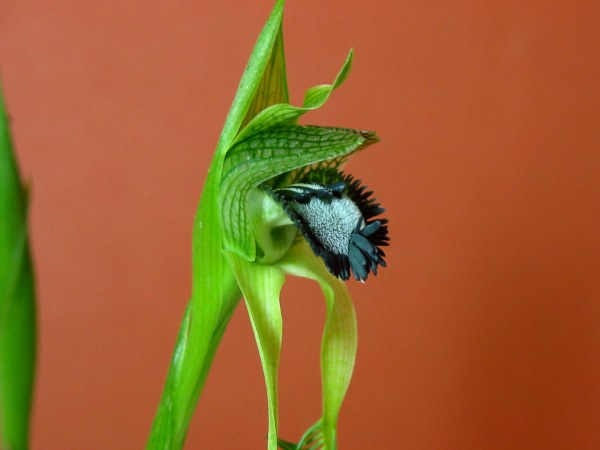
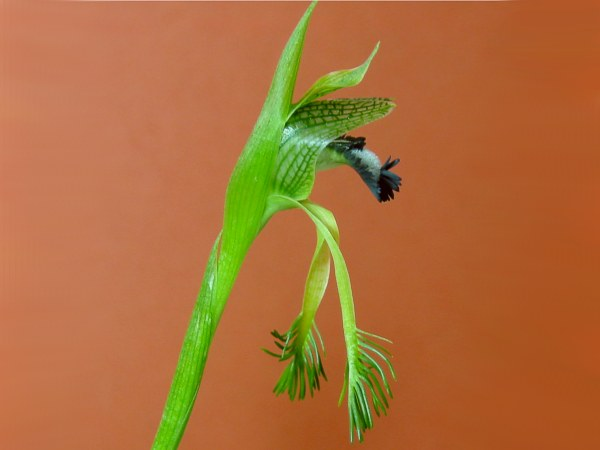
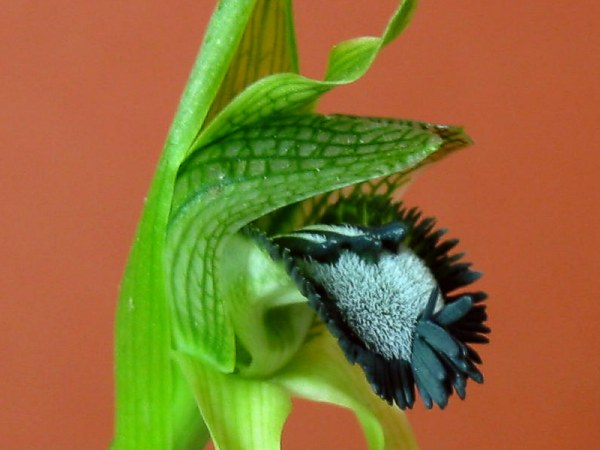
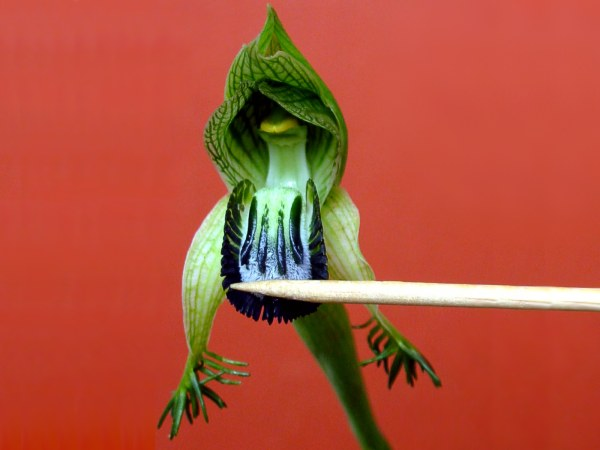